# La Courneuve-8 Mai 1945
La Courneuve-8 Mai 1945 è una stazione della linea 7 della metropolitana di Parigi.
Si trova nel comune di La Courneuve.

## La stazione
Inaugurata il 6 maggio 1987, la stazione è stata rinnovata nel 2005.
Possiede tre binari passanti, utilizzati sia per le partenze, sia per gli arrivi. Sulle pareti, è dipinto un tramonto in riva al mare.

## Incontri
- Bus RATP: linee 152, 173, 607A, 607b, 609a, 609b, 686.
- Bus CIF: linea 1
- Noctilien: linea N42